# ديليتشتو
ديليتشتو (بالإيطالية: Deliceto)‏ هي بلدية في مقاطعة فودجا في إقليم بوليا الإيطالي.

## السكان
في سنة 1861 بلغ عدد السكان 4٬513 نسمة، وتطور العدد ليصل في سنة 2011 لـ 3٬919 نسمة.
يظهر هذا المخطط البياني تطور النمو السكاني لـ ديليتشتو